# Dietrich Zukow
Dietrich Zukow (* in Rostock; † 13. Oktober 1442 in Frankfurt am Main) war ein deutscher Jurist, Hochschullehrer und Syndicus der Hansestadt Lübeck.

## Leben
Dietrich Zukow erscheint erstmals mit Herkunftsangabe Rostock 1407 als Student der Rechtswissenschaften und Bakkalaureat der Universität Prag, wo er der sächsischen Nation angehörte. Er studierte als Graduierter 1409 an der Universität Erfurt, wo er 1410 zum Magister artium promoviert wurde, und 1410 an der Universität Leipzig, wieder als Mitglied der (dortigen) sächsischen Nation. 1411 wurde er Ratssekretär in der Hansestadt Lübeck, gemeinsam mit Johannes Voß. Mit diesem zusammen vertrat er 1414 bis 1418 als Gesandter die Stadt Lübeck beim Konzil von Konstanz. Im Wintersemester 1419/1420 immatrikulierte er sich als Magister an neu gegründeten Universität Rostock und wurde im Wintersemester 1420/1421 erstmals deren Rektor, ein Amt, das er bis 1430 fünfmal innehatte. In Rostock wurde er 1423 zum Lizentiaten des Kirchenrechts promoviert. 1433 trat er als Syndicus der Hansestadt Lübeck erneut in deren Dienste. Er verstarb als Gesandter Lübecks auf Reisen in Frankfurt am Main. Sein Nachfolger in Lübeck wurde Arnold Sommernat.